# إقلاع عن التدخين
الإقلاع عن التدخين (بالإنجليزية: Smoking cessation)‏ يُقصد به عملية التوقف عن ممارسة تدخين - أي مادة التبغ - يمكن الإقلاع عن التدخين بمساعدة واستشارة أحد مهنيي الصحة واخصائيي الإقلاع عن التدخين أو دونها، وباستخدام أدوية أو دونها، ومن الطرق المستعملة للإقلاع المعالجات المعوضة عن النيكوتين ومنها علاج لصقة النيكوتين.
والإقلاع عن التدخين يقلل من احتمالية الإصابة بالأمراض التي يسببها الدخان، ويحسن من صحة المدخن بغض النظر عن الفترة التي استمر بها في التدخين وبغض النظر عن الكمية التي كان يدخنها، وكلما كان وقف التدخين مبكراً كلما كان ذلك أفضل لصحة الفرد ووقايته من أخطر الأمراض، ولكن حتى ولو كان المدخن قد بلغ 80 سنة فيستفيد من ترك التدخين. من أهم من كتب حول ترك التدخين البريطاني الن كار في كتابه «طريقة سهلة لترك التدخين». 

## الأعراض
بشكل عام الأعراض الانسحابية التي تصاحب الإقلاع عن التدخين لا تقارن بفوائده، هذه الأعراض تشمل:
- صعوبة النوم والأرق
- التوتر والغضب والانزعاج
- عدم الإحساس بالراحة
- صعوبة في التركيز
- الشعور بالغضب
- الإكتئاب
- الرغبة بتناول الطعام وزيادة الوزن
- التهيج
- انخفاض معدل ضربات القلب
- الشوق إلى التدخين
- الصداع

تصل هذه الأعراض أو بعضها إلى ذروتها في الثلاثة أيام الأولى بعد ترك التدخين وتتناقص بعدها تدريجياً خلال الأسابيع التالية، ولكن الرغبة في التدخين قد تستمر إلى عدة أشهر. عادة ما يترافق الإقلاع عن التدخين بزيادة في الشهية تتبعها زيادة في الوزن [متوسط الزيادة في الوزن بعد وقف التدخين هو 4-5 كجم]، لكن لا ينبغي أن يكون الخوف من زيادة الوزن مانعاً عن الإقلاع عن التدخين، ففوائد الإقلاع عن التدخين أكبر بكثير من مخاطر زيادة الوزن، كما أن الزيادة في الوزن يمكن تقليلها بممارسة شيء من الرياضة وباتباع نظام غذائي متوازن والانشغال عن تناول الطعام بأمر اخر.

## الادوية

### بدائل النيكوتين
تتوفر العديد من الأدوية التي من الممكن أن تساعد في الإقلاع عن التدخين، هي آمنة وفعالة من حيث التكلفة وتوجد هذه الأدوية بعدة صور مختلفة وينبغي استخدامها بإشراف الطبيب لتجنب الاستخدام الخاطئ لها، ولأن بعضها قد لا يناسب بعض المصابين ببعض الأمرض.
ومن الأدوية التي تكون بدائل النيكوتين (Nicotine replacement therapies) مثل 
- لصقات النيكوتين
- علكة النيكوتين
- حبوب مص النيكوتين
- بخاخ أنف النيكوتين وبخاخ النيكوتين

ان بدائل النيكوتين هذه توفر لمستخدمها النيكوتين بتراكيز أدنى من السجائر ولكن يوفر بخاخ الأنف النيكوتين بكميات أكبر وبشكل أسرع من الأشكال الأخرى من البدائل، وبالتالي فهو أكثر محاكاة لتأثير السجائر

### الادوية الأخرى
أما الادوية التي لا تحتوي على النيكوتين والتي ينصح باستخدامها، بعد أخذ المشورة من اختصاصي الإقلاع عن التدخين أو الطبيب:
- فارنيكلين: يعد فارنيكلين من الخيارات الأولى لترك التدخين، حيث انه دواء معزز جزئي لمستقبلات النيكوتين في الدماغ حيث يكبح الرغبة الشديدة بالتدخين وتقليل الاعراض الانسحابية. وآلية عمله تكون كمعزز جزئي لمستقبل الأستيل كولين النيكوتيني (مستقبل الفا- 4 بيتا- 2)، فيرتبط بمستقبلات النيكوتين في الدماغ ويمنع ارتباط النيكوتين الصادر من التبغ، وبالتالي يتم الحد من التأثير المجزي والمعزز للتبغ.[3]
- بوبروبيون: Zyban وهو دواء يساعد على تقليل الرغبة الشديدة بالتدخين وتقليل الاعراض الانسحابية للنيكوتين
- نورتريبتيلين (Nortriptyline)
- سايتيسين (Cytisine)
- الكلونيدين (Clonidine)

تجدر الإشارة انه يمكن الجمع بين أكثر من علاج (Combination therapies) بعد مشورة الطبيب، حيث تشير الأدلة الطبية إلى أن الجمع بين أكثر من دواء أكثر فعالية من استخدام دواء واحد لعلاج الإدمان.

## الفوائد الصحية
- أول 20 دقيقة: هبوط معدل ضربات القلب وضغط الدم.[5]
- 12 ساعة: انخفاض مستويات أول أكسيد الكربون في الدم إلى معدلاتها الطبيعية.
- 2-12 أسبوعا: تحسن الدورة الدموية وارتفاع مستوى أداء الرئتين
- 1-9 أشهر: تناقص معدلات السعال وضيق النفس
- سنة واحدة: بلوغ معدل خطر الإصابة بأمراض القلب التاجية نصف معدله تقريبا مقارنة بالمدخنين.
- 5 سنوات: هبوط معدلات خطورة الإصابة بالسكتة الدماغية إلى معدلاتها بالنسبة إلى غير المدخنين في غضون فترة تتراوح بين 5 سنوات و15 سنة عقب الإقلاع عن التدخين.
- 10 سنوات: هبوط معدلات خطورة الإصابة بسرطان الرئة إلى نصفها تقريبا مقارنة بالمدخنين، وتناقص خطورة الإصابة بسرطان الفم والحلق والمريء والمثانة وعنق الرحم البنكرياس.

وايضا وعلى المدى الطويل فان من فوائد الإقلاع عن التدخين:
- تنخفض احتمالية الإصابة بأمراض القلب التاجي بشكل كبير بعد مرور سنة إلى سنتين من الإقلاع
- انخفاض احتمالية الإصابة والوفاة من السرطان مثل الرئة اولمريء والمثانة
- تنخفض احتمالية الإصابة بالأمراض مثل مرض الانسداد الرئوي المزمن وأمراض الأوعية الطرفية
- تنخفض احتمالية الإصابة بأمراض القلب التاجي بشكل كبير بعد مرور سنة إلى سنتين من الإقلاع
- انخفاض احتمالية الإصابة والوفاة من السرطان مثل الرئة أو المريء أو المثانة

## الانتكاسة والعودة للتدخين
الانتكاسة هي العودة للتدخين مجدداً بعد الانقطاع عنه لفترة، وهو أمر شائع لدى مدمني التبغ وهو لا يعني فشل العلاج حيث إن معظم المدخنين يكررون محاولات الإقلاع قبل تحقيق النجاح في الإقلاع عنه بشكل كامل 

## خطة ترك التدخين
- تحديد يوم مناسب للإقلاع عن التدخين
- اختيار أفضل ما يناسب المريض من علاجات دوائية
- يجب على المريض أن يبذل جهدا استعدادا للإقلاع عن التدخين خلال الأسبوع الذي يسبق اليوم المحدد للإقلاع عنه، مثل محاولة عدم التدخين في الأماكن المغلقة، وتغيير مكان الجلوس المفضل إذا كان في السابق موقعا للتدخين أو يذكره بالرغبة بالتدخين، وإزالة جميع منافض السجائر من المنزل لتجنب الشوق للتدخين وإبقاء الأماكن المغلقة خالية من التدخين، وايجاد طرق لكيفية التعامل مع الرغبات الملحة للتدخين مثل شرب الماء أو الرياضة أو النوم المبكر وغيرها من الأساليب [3]
- التأكيد على أهمية الالتزام بهذه التغييرات في الأسبوع الذي يسبق اليوم المحدد للإقلاع
- الدعم والتشجيع ممن حوله سواء العمل اوالاسرة أو الاصدقاء

## وصلات خارجية
- أفضل خطة للإقلاع عن التدخين